# (605) Juvisia
(605) Juvisia ist ein Hauptgürtelasteroid, der am 27. August 1906 vom deutschen Astronomen Max Wolf in Heidelberg entdeckt wurde. Seine Umlaufbahn hat eine Große Halbachse von 3,0 und eine Bahnexzentrizität von 0,14. Damit bewegt er sich in einem Abstand von 2,6 (Perihel) bis 3,4 (Aphel) astronomischen Einheiten in 5,2 Jahren um die Sonne. Die Bahn ist 19,6° gegen die Ekliptik geneigt.
Der Asteroid hat einen Durchmesser von rund 70 Kilometern und eine Albedo von 0,04.
Der Asteroid ist nach dem Ort Juvisy-sur-Orge benannt, wo das Observatorium des französischen Astronomen Camille Flammarion stand.